# Wassup
Wassup (hangul: 와썹), även kända som Wa$$up, är en sydkoreansk tjejgrupp bildad år 2013 av Sony Music Korea.
Gruppen debuterade som sju medlemmar men efter att tre lämnat i februari 2017 består den idag av de fyra kvarvarande medlemmarna Nari, Jiae, Sujin och Woojoo.

## Medlemmar
| Artistnamn   | Artistnamn | Födelsenamn  | Födelsenamn | Födelsedatum    | Medlemstid |
| Romanisering | Hangul     | Romanisering | Hangul      | Födelsedatum    | Medlemstid |
| Nuvarande    | Nuvarande  | Nuvarande    | Nuvarande   | Nuvarande       | Nuvarande  |
| ------------ | ---------- | ------------ | ----------- | --------------- | ---------- |
| Nari         | 나리       | Kim Na-ri    | 김나리      | 5 oktober 1992  | 2013-idag  |
| Jiae         | 지애       | Kim Ji-ae    | 김지애      | 31 oktober 1995 | 2013-idag  |
| Sujin        | 수진       | Bang Su-jin  | 방수진      | 26 juni 1996    | 2013-idag  |
| Woojoo       | 우주       | Kim Woo-joo  | 김우주      | 12 augusti 1996 | 2013-idag  |
| Tidigare     |            |              |             |                 |            |
| Jinju        | 진주       | Park Jin-ju  | 박진주      | 28 april 1990   | 2013-2017  |
| Dain         | 다인       | Song Ji-eun  | 송지은      | 25 juni 1990    | 2013-2017  |
| Nada         | 나다       | Yoon Ye-jin  | 윤예진      | 24 maj 1991     | 2013-2017  |

## Diskografi

### Album
| Albuminformation                                 | Topplacering          |
| Albuminformation                                 | Sydkorea (Gaon Chart) |
| ------------------------------------------------ | --------------------- |
| Nom Nom Nom (EP-skiva) - Släppt: 9 november 2013 | 29                    |
| Showtime (EP-skiva) - Släppt: 25 november 2014   | 55                    |
| Color TV (EP-skiva) - Släppt: 13 april 2017      | —                     |

### Singlar
| År   | Titel                  | Topplacering          |
| År   | Titel                  | Sydkorea (Gaon Chart) |
| ---- | ---------------------- | --------------------- |
| 2013 | "Wassup"               | 175                   |
| 2013 | "Hotter than a Summer" | 172                   |
| 2013 | "Nom Nom Nom"          | 115                   |
| 2013 | "La Pam Pam Pa"        | 162                   |
| 2014 | "Fire"                 | —                     |
| 2014 | "Shut Up U"            | —                     |
| 2015 | "Stupid Liar"          | —                     |
| 2017 | "Color TV"             | —                     |